# Tenis stołowy na Letnich Igrzyskach Olimpijskich 2012
Tenis stołowy na Letnich Igrzyskach Olimpijskich 2012 rozgrywany był w dniach od 28 lipca do 8 sierpnia 2012 w hali ExCeL.

## Konkurencje
Mężczyźni i kobiety
- Singel
- Turniej drużynowy

## Medaliści
| Konkurencja:                  | Złoto:                                                | Srebro:                                                 | Brąz:                                              |
| Mężczyźni                     |                                                       |                                                         |                                                    |
| singel (szczegóły)            | Zhang Jike                                            | Wang Hao                                                | Dimitrij Ovtcharov                                 |
| turniej drużynowy (szczegóły) | Chińska Republika Ludowa Ma Long Zhang Jike Wang Hao  | Korea Południowa Ryu Seung-min Joo Se-hyuk Oh Sang-eun  | Niemcy Timo Boll Dimitrij Ovtcharov Bastian Steger |
| Kobiety                       |                                                       |                                                         |                                                    |
| singel (szczegóły)            | Li Xiaoxia                                            | Ding Ning                                               | Feng Tianwei                                       |
| turniej drużynowy (szczegóły) | Chińska Republika Ludowa Li Xiaoxia Guo Yue Ding Ning | Japonia · Ai Fukuhara · Sayaka Hirano · Kasumi Ishikawa | Singapur · Li Jiawei · Wang Yuegu · Feng Tianwei   |

## Tabela medalowa
| Miejsce | Państwo                  | Złoto | Srebro | Brąz | Razem |
| ------- | ------------------------ | ----- | ------ | ---- | ----- |
| 1       | Chińska Republika Ludowa | 4     | 2      | 0    | 6     |
| 2       | Japonia                  | 0     | 1      | 0    | 1     |
| 2       | Korea Południowa         | 0     | 1      | 0    | 1     |
| 3       | Singapur                 | 0     | 0      | 2    | 2     |
| 3       | Niemcy                   | 0     | 0      | 2    | 2     |
|         | Razem                    | 4     | 4      | 4    | 12    |